# Akzente (Zeitschrift)
Akzente ist eine Literaturzeitschrift, die 1953 von Walter Höllerer und Hans Bender gegründet wurde. Sie erscheint im Dittrich Verlag. Zwischen Februar 1954 und Herbst 2024 erschien sie im Carl Hanser Verlag, München, bis 2014 alle zwei Monate, seither vierteljährlich, mit dem Untertitel Zeitschrift für Dichtung, später Zeitschrift für Literatur. Schwerpunkte sind Lyrik und kurze Prosa.
Walter Höllerer war bis zum Jahrgang 1967 Mitherausgeber. Hans Bender war bis 1975 alleiniger Herausgeber und wurde später durch Michael Krüger unterstützt. Von 1981 bis 2014 war Michael Krüger alleiniger Herausgeber. Zu den bedeutendsten Schriftstellern, die in den 1950er und 1960er Jahren wiederholt mit Beiträgen vertreten waren, gehören Thomas Mann, Elias Canetti, Erich Fried, Peter Weiss, Hilde Domin, Ernst Meister, Paul Celan und Nelly Sachs. Viele Texte der Gruppe 47 wurden in Akzente erstmals veröffentlicht. Darunter welche von Ingeborg Bachmann, Martin Walser, Hans Magnus Enzensberger, Uwe Johnson, Ilse Aichinger und Günter Grass.
1974 wurde Akzente 1. Jahrgang 1954 bis 20. Jahrgang 1973 in einer siebenbändigen Dünndruckausgabe (mit einem Gesamtinhaltsverzeichnis von Karl Rudolf Pigge) bei Zweitausendeins neu aufgelegt.
Von 2015 bis 2024 erschien die Zeitschrift viermal jährlich in größerem Format und in einer neuen Ausstattung. Jedes Heft stand unter einem eigenen Thema, für das Jo Lendle einen Mitherausgeber einlud. Im Oktober 2024 gab der Hanser Verlag die Zeitschrift an den Dittrich Verlag ab. Neue Herausgeber sind Marietta Thien und Andreas von Stedman. Das Heft wird dreimal jährlich erscheinen.

## Archiv
Die frühe Redaktionskorrespondenz der Zeitschrift Akzente bildet den Grundbestand des Literaturarchivs Sulzbach-Rosenberg.
Der Bestand beinhaltet etwa 35.000 Briefe von und an Walter Höllerer und Hans Bender aus den Jahren 1952 bis 1970 sowie Typoskripte, Druckfahnen und Korrekturbögen abgedruckter Beiträge. Auch zahlreiche in- und ausländische Literaturzeitschriften vor allem der fünfziger und sechziger Jahre, Erstausgaben, Pressemappen und Fotos finden sich in dem Archiv.